# Bloqueo de Wikipedia en Turquía

Logo de la Wikipedia turca con una barra de censura sobre el texto. Esta versión está siendo usada tras el bloqueo.

El bloqueo de Wikipedia en Turquía se refiere a la decisión de las autoridades turcas, el 29 de abril de 2017, de bloquear el acceso en dicho país a las versiones de Wikipedia en todos los idiomas. Las restricciones forman parte de la purga política tras el intento de golpe de Estado en 2016, un reciente referéndum constitucional y una censura parcial contra Wikipedia en años anteriores. El bloqueo se levantó en enero de 2020.
Los informes iniciales fueron publicados por el grupo digital independiente Turkey Blocks en la mañana del 29 de abril, en los que se advertía de la restricción del acceso a todas las versiones de la enciclopedia en Turquía. Varios medios se hicieron eco de dicho acontecimiento. Reuters y BBC informaron de que las autoridades turcas habían bloqueado el acceso a Wikipedia en Turquía alrededor de las 5:00 UTC. La Autoridad de Información y Tecnologías de Comunicación de Turquía no dio una razón oficial y se limitó a informar que «después de un análisis técnico y la consideración legal basada en la Ley n.º 5651 (sobre Internet), se tomó una medida administrativa para este sitio web». Mientras que la Voz de América informó  que medios turcos señalaron que el bloqueo era producto de «contenidos relacionados con terrorismo».
Según el diario turco Hürriyet, el Gobierno turco había solicitado a Wikipedia la remoción del contenido ofensivo, añadiendo que el bloqueo podría ser levantado si Wikipedia accedía a las demandas turcas. Posteriormente, durante el día, la «medida administrativa» fue reemplazada por una orden judicial de la 1.ª Corte Criminal de Paz de Ankara, bloqueando a Wikipedia como una «medida de protección».

## Métodos de acceso alternativos
Los activistas han creado una copia de la Wikipedia en turco en un sistema de archivos interplanetarios (IPFS por sus siglas en inglés), una forma de dirigir contenido web que el gobierno turco no puede bloquear debido a su uso de tecnología de código libre descentralizada. El espejo en turco en inglés, TurkceWiki.org, que no está asociada con la Fundación Wikimedia, está entre varios espejos de Wikipedia disponibles para los usuarios turcos que no puedan acceder a Wikipedia. Sin embargo, el sitio espejo omitió las secciones «ofensivas» que las autoridades turcas querían remover de Wikipedia. Para acceder la versión «espejo», los usuarios escriben un «0» (cero antes de «wikipedia» en la URL para acceder a todo el contenido de Wikipedia).
Las universidades en Turquía con cobertura eduroam tiene acceso completo a Wikipedia. Como otros proyectos de Wikimedia no están bloqueados en Turquía, Wikipedia es accesible intermitentemente desde algunos sistemas, como Chromebook, lo cual no es posible en la mayoría de los servidores VPN, al configurar el navegador para que use un servidor de nombre de dominio (DNS) afuera de Turquía, navegando a una página de un proyecto de Wikimedia diferente y clicando el enlace a Wikipedia en esa página.[cita requerida]